# Cayetunya tifferi
Cayetunya tifferi là một loài bọ cánh cứng trong họ Chrysomelidae. Loài này được Flowers miêu tả khoa học năm 1997.